# Station Croissy-sur-Celle
Station Croissy-sur-Celle is een spoorwegstation in de Franse gemeente Croissy-sur-Celle. Het station is gesloten.